# Tuck & Patti
Tuck & Patti  amerikai dzsesszzenész duó. William Charles „Tuck” Andress, gitár és Patricia „Patti” Cathcart Andress, énekesnő.
Tuck: Tulsa, Oklahoma, 1952. október 28.
Patti: San Francisco, 1959. október 4.

## Pályakép
Tuck & Patti 1978-ban találkozott San Franciscoban, és 1981-ben megalakították duettjüket. Első lemezük 1988-ban jelent meg.
Bejárták Európát és ott voltak a jelentősebb fesztiválokon (North Sea Jazz Festival, Umbria Jazz, Montreux, Jazz at Lugano, a Pori Jazz, Verbier Music Festival, stb.)
Akikkel (többek között) játszottak: Miles Davis, Chick Corea, Donovan, Art Ensemble of Chicago, Herbie Hancock, Diana Krall, George Benson, Simply Red, stb.
1981 óta állandóan koncerteznek és adnak ki lemezezeket. Mesterkurzusokat is szoktak tartani. Hosszú karrierjük – több mint 25 éve – ma is töretlen.
Azóta, hogy Ella Fitzgerald a találkozott Joe Pass-szal, nem volt olyan boldog kettős a színpadon, mint Tuck és Patti.

## Lemezek
- Tears of Joy (Windham Hill, 1988)
- Love Warriors (Windham Hill, 1989)
- Dream (Windham Hill, 1991)
- Learning How to Fly (Epic, 1995)
- Paradise Found (Windham Hill, 1998)
- Taking the Long Way Home (Windham Hill, 2000)
- Chocolate Moment (33rd Street, 2002)
- A Gift of Love (T&P, 2004)
- I Remember You (T&P, 2007)

### Tuck Andress szólóalbumok
- Reckless Precision (Windham Hill, 1990)
- Hymns, Carols, and Songs About Snow (Windham Hill, 1991)
- Hot Licks: Tuck Andress – Fingerstyle Mastery (Instructional Video)